# Prosotas cyclops
Prosotas cyclops är en fjärilsart som beskrevs av Lambertus Johannes Toxopeus 1929. Prosotas cyclops ingår i släktet Prosotas och familjen juvelvingar. Inga underarter finns listade i Catalogue of Life.